# Програмирање у музици
Програмирање је облик музичке продукције и перформанса помоћу електронских уређаја и рачунарског софтвера, попут секвенцера и радних станица или хардверског синтесајзера, семплера и секвенцера, за генерисање звукова музичких инструмената. Програмирање се користи у електронској музици и хип хоп музици још од 1990-их. Такође се често користи у „модерној“ поп и рок музици из разних делова света, а понекад и у џезу и савременој класичној музици. 
Програмирање музике је процес у којем музичар производи звук или „закрпу“ (било да је испочетка или уз помоћ синтисајзера/семплера), или користи секвенцер како би средио песму. 

## Опрема
Од технологије се користи: дигитална аудио радна станица, бубњарска машина, секвенцер, синтисајзер и MIDI.